# Terence Parkin
Pour les articles homonymes, voir Parkin.
Terence Michael Parkin, né le 12 avril 1980 à Bulawayo au Zimbabwe, est un nageur sud-africain spécialiste des épreuves de brasse. Atteint de surdité, le nageur s'est illustré lors des Jeux olympiques d'été de 2000 en remportant la médaille d'argent sur 200 mètres brasse.

## Biographie
Terence Parkin est sourd dès sa naissance. Il commence la natation à 14 ans et s'illustre bientôt aux Jeux olympiques des sourds, compétition réservée aux sourds et malentendants (il remporte cinq médailles d'or et bat 4 records du monde lors de sa première participation en 1997). Prenant le départ des courses grâce à un signal lumineux, le Sud-africain fait également des apparitions avec les nageurs entendants.
En 1999, le nageur obtient même sa première récompense dans une compétition internationale majeure non réservée aux sourds. Lors des championnats panpacifiques, Parkin décroche le bronze sur 200 m brasse.
En mars 2000, Parkin remporte deux médailles d'argent lors des championnats du monde en petit bassin organisés à Athènes. Il s'y distingue sur 200 m brasse en terminant derrière le Russe Roman Sludnov, puis sur 400 mètres 4 nages derrière le Finlandais Jani Sievinen.
Quelques mois plus tard, le nageur sud-africain participe à ses premiers Jeux olympiques à Sydney. Questionné sur son handicap, Terence Parkin répond : « Je vais participer aux Jeux olympiques pour représenter l'Afrique du Sud, c'est très important pour moi d'y aller et de montrer que les sourds peuvent faire quelque chose ». Lors des compétitions, le Sud-africain s'illustre sur l'épreuve du 200 mètres brasse en s'intercalant sur le podium entre deux italiens, le vainqueur Domenico Fioravanti et le médaillé de bronze Davide Rummolo.
Le même jour, il obtient la cinquième place lors de la finale du 400 mètres 4 nages en échouant à moins de deux secondes de la troisième position. Lors de ces jeux, le Sud-africain participe à d'autres épreuves mais est éliminé dès les séries du 100 mètres brasse et du 200 mètres quatre nages.
En 2004, le nageur participe pour la seconde fois au rendez-vous olympique à Athènes. Mais il ne réitère pas la performance réalisée quatre ans auparavant en ne passant pas le cap des demi-finales sur 200 m brasse et des séries sur 100 m brasse ainsi qu'avec le relais sud-africain 4 × 100 m 4 nages.
L'année suivante, le nageur participe aux Jeux olympiques des sourds à Melbourne lors desquels il décroche un record de 13 médailles dont 12 en or. Quatre années plus tôt, lors des Jeux pour sourds de Rome, le nageur avait déjà remporté cinq médailles d'or.

## Palmarès

### Jeux olympiques
- Jeux olympiques de 2000 à Sydney (Australie) :
  -  Médaille d'argent sur l'épreuve du 200 m brasse (2 min 12 s 50 lors de la finale).

### Championnats du monde
- Championnats du monde en petit bassin 2000 à Athènes (Grèce) :
  -  Médaille d'argent sur l'épreuve du 200 m brasse.
  -  Médaille d'argent sur l'épreuve du 400 m 4 nages.

### Deaflympics
- Deaflympics d'été de 1997 à Copenhague
  -  Médaille d'or sur l'épreuve du 100 m brasse.
  -  Médaille d'or sur l'épreuve du 200 m brasse.
  -  Médaille d'or sur l'épreuve du 200 m nage libre.
  -  Médaille d'or sur l'épreuve du 200 m 4 nages.
  -  Médaille d'or sur l'épreuve du 400 m 4 nages.
  -  Médaille d'argent sur l'épreuve du 100 m dos.
  -  Médaille d'argent sur l'épreuve du 200 m dos.

- Deaflympics d'été de 2001 à Rome
  -  Médaille d'or sur l'épreuve du 100 m brasse.
  -  Médaille d'or sur l'épreuve du 100 m nage libre.
  -  Médaille d'or sur l'épreuve du 200 m brasse.
  -  Médaille d'or sur l'épreuve du 200 m nage libre.
  -  Médaille d'or sur l'épreuve du 400 m 4 nages.

- Deaflympics d'été de 2005 à Melbourne
  -  Médaille d'or sur l'épreuve du 50 m brasse.
  -  Médaille d'or sur l'épreuve du 100 m brasse.
  -  Médaille d'or sur l'épreuve du 100 m nage libre.
  -  Médaille d'or sur l'épreuve du 200 m brasse.
  -  Médaille d'or sur l'épreuve du 200 m nage libre.
  -  Médaille d'or sur l'épreuve du 200 m 4 nages.
  -  Médaille d'or sur l'épreuve du 200 m papillon.
  -  Médaille d'or sur l'épreuve du 400 m nage libre.
  -  Médaille d'or sur l'épreuve du 400 m 4 nages.
  -  Médaille d'or sur l'épreuve du 4 × 200 m nage libre.
  -  Médaille d'or sur l'épreuve du 1500 m nage libre.
  -  Médaille d'or sur l'épreuve du 4 × 100 m relais 4 nages
  -  Médaille d'argent sur l'épreuve du 4 × 100 m relais nage libre

- Deaflympics d'été de 2009 à Taipei
  -  Médaille d'or sur l'épreuve du 50 m brasse.
  -  Médaille d'or sur l'épreuve du 100 m brasse.
  -  Médaille d'or sur l'épreuve du 200 m nage libre.
  -  Médaille d'or sur l'épreuve du 200 m brasse.
  -  Médaille d'or sur l'épreuve du 200 m 4 nages.
  -  Médaille d'or sur l'épreuve du 400 m 4 nages.
  -  Médaille d'or sur l'épreuve du 1500 m nage libre.
  -  Médaille de bronze sur l'épreuve de cyclisme sur route